# Cal Rajoler (Sallent)
Cal Rajoler és una masia situada al municipi de Sallent, a la comarca catalana del Bages. S'hi duu a terme activitat agropecuària.